# Kassikaityu
Kassikaityu je rijeka u Gvajani. Pritoka je rijeke Essequibo.